# غواصة يو بي-121
يو بي-121 غواصة ألمانية من فئة يو بي3 خدمت في البحرية الإمبراطورية الألمانية خلال الحرب العالمية الأولى.